# Sukoanyar (Ngoro)
Sukoanyar is een bestuurslaag in het regentschap Mojokerto van de provincie Oost-Java, Indonesië. Sukoanyar telt 1209 inwoners (volkstelling 2010).